# Jus' a Rascal
Jus' a Rascal è un brano musicale del rapper britannico Dizzee Rascal, pubblicato come terzo singolo estratto dall'album Boy in da Corner, album di debutto del cantante. Il brano, scritto dallo stesso Dizzee Rascal è stato pubblicato il 24 novembre 2003 dalla XL Recordings, ed è riuscito ad arrivare sino alla trentesima posizione della classifica dei singoli più venduti nel Regno Unito.

## Tracce
CD singolo
1. Jus' a Rascal (clean radio version) — 3:29
2. Jus' a Rascal (album version) — 3:28
3. Fix Up, Look Sharp (video)

## Classifiche
| Classifica (2007) | Posizione più alta |
| ----------------- | ------------------ |
| Regno Unito       | 30                 |